# Wien Gersthof
Wien Gersthof (niem: Bahnhof Wien Gersthof) – stacja kolejowa w Wiedniu, w Austrii. Położona jest w dzielnicy Währing, na granicy Gersthof i Weinhaus. Została otwarta w 1898. Jest obsługiwana przez pociągi S-Bahn linii S45. Znajduje się tu również węzeł komunikacji tramwajowej i autobusowej.